# Olive Browser
Olive Browser fue un navegador gratuito desarrollado para plataformas Windows. Olive utilizaba como motor Open Webkit Sharp y además utilizaba como gestor para la descarga completa de páginas el proyecto Wget. La última versión estable salió el 12 de febrero de 2014 la versión desplegada fue la beta 1.2.6.8.

## Historia
Olive Browser fue desarrollado en el año 2013. La idea, dada la complejidad creciente de los navegadores que actualmente aparecen en el mercado, la intencionalidad de sus desarrolladores era la de crear un navegador de muy fácil uso, con las opciones típicas de cualquier navegador pero a su vez innovando en algunas características.
La primera versión Beta apareció a finales de agosto de 2013 con un alto grado de aceptación por parte de los usuarios. Entre algunas de las características notables y novedosas en Olive Browser la gestión de favoritos a nivel horizontal y el uso del proyecto Wget que hacia posible la descarga y grabación de una página  completa a disco con todos sus enlaces(en otros navegadores la opción de salvar todo da muchos problemas y muchas veces no se guarda la página correctamente), . Además de estas funcionalidades indicadas también disponía de un gestor de descarga de ficheros con lo cual era posible parar la descarga de un fichero para retomarla más adelante y muchas más funcionalidades que se describen en la sección de características.

## Características
Olive Browser contaba con su propio actualizador lo cual hacia posible añadir y mejorar funcionalidades a lo largo del tiempo. Olive Browser disponía de las siguientes funcionalidades:
1. Motor Open-WebKit-Sharp con bajo uso de memoria
2. Sistema de navegación en pestañas múltiples, con botones de desplazamiento en caso de desbordamiento
3. Onibox utiliza el buscador Google
4. Nuevo sistema de gestión y visualización favoritos, mostrando los favoritos a nivel horizontal debajo de la barra de dirección
5. Inspección de código Html
6. Función de buscar palabras en la página actual
7. Teclas de acceso rápido como abrir nueva pestaña, abrir nueva ventana, historial, etc..
8. Posibilidad de guardar páginas en Html (Se necesita conexión internet para volver a visualizarlo).
9. Posibilidad de guardar páginas completas (sin necesidad conexión internet para volver a visualizarla) utilizando para ello Wget.
10. Impresión de la página actual.
11. Gestión Favoritos.
12. Gestión de Historial.
13. Gestor de descarga de archivos, permitiendo parar y continuar la descarga en otro momento.
14. Administración de acceso a sitios por URL de acceso, donde un administrador (Administrador de Windows) establecía reglas utilizando expresiones regulares para permitir / denegar el acceso a una página en concreto mediante la comparación de la expresión regular indicada con la dirección URL que se está intentando acceder.
15. Panel de Configuración con las siguientes opciones

- Establecer navegador como predeterminado.
- Inicio rápido donde el navegador arranca al iniciarse Windows.
- Opciones de privacidad para el control de PopUp, Cookies, etc.
- Posibilidad de cambiar entre más de 35 idiomas disponibles.

## Requerimientos de sistema
Los requerimientos del sistema para poder ejecutar Olive Browser son los siguientes:
1. Sistema Operativo: Windows XP/Windows Vista/Windows 7/Windows 8
2. Soporte para Sistema Operativo: 32 o 64 bits
3. Framework dot Net: Versión 4 o superior (El propio instalador verifica si está instalado el Framework correcto y si no solicita permiso para su instalación)
4. Instalación QuickTime: Necesario para el renderizado correcto de páginas HTML5